# Jacob Couturier
Pour les articles homonymes, voir Couturier.
Jacob Couturier, né le 1er décembre 1737 à Minot en Bourgogne et mort le 31 mars 1805 à Léry dans le département de la Côte-d'Or, est un député français du clergé aux États généraux de 1789.

## Biographie
Jacob Couturier est né le 1er décembre 1737 à Minot en Bourgogne,. Il est le fils de Jean Couturier, notaire royal et de Claudine Petit. Le frère de Jean Couturier, Claude Couturier, oncle de Jacob, est curé d'Arnay-le-Duc et doyen de Minot. Le frère de Jacob, Jean Couturier, est jésuite et professeur.
Jacob Couturier est bachelier en droit civil et canonique. Il est chanoine de Grancey et vicaire de Bussières. Quand commence la Révolution, il est curé de Salives,,,.
Le 24 mars 1789,, il est élu député du clergé du  bailliage de la Montagne à Châtillon-sur-Seine aux États généraux,,,. Il est le seul député du clergé de son bailliage,.
À l'Assemblée nationale constituante, il manifeste son opposition à la Révolution. Il peut être classé à droite, dans le groupe des aristocrates. Le 8 juin 1790, il refuse la réduction du nombre de paroisses. Le 7 septembre, il se plaint de la date tardive (1er janvier 1791) du traitement promis aux membres du clergé. Il refuse de prêter tel quel le serment à la constitution civile du clergé, voulant émettre des réserves,. 
Le 1er mars 1791, il crée un incident violent : comme l'Assemblée vient de décréter que la consécration d'un évêque peut avoir lieu dans n'importe quelle église, il lance une provocation : « que la consécration des évêques puisse se faire même dans une synagogue ou dans un temple des protestants »,. Il est applaudi à droite et le procès verbal précise que cet amendement est proposé par « l'un de ceux qui ont refusé de prêter le serment exigé par la loi ».
Jacob Couturier est nommé curé de Léry, à la place de son frère Jean, en 1803. Jacob Couturier est mort le 31 mars 1805 à Léry dans le département de la Côte-d'Or.

## Publication
- Opinion de M. Couturier, curé de Salives, député de Chatillon-sur-Seine, prononcée le 8 mai 1791, sur l'arrêté du département de Paris, Paris, Caillot et Courcier, 1791, 10 p. (lire en ligne).